# Torvgårda
Torvgårda är en by i Munka-Ljungby socken i Ängelholms kommun i Skåne län belägen nordost om Munka-Ljungby på gränsen till Tåssjö socken. 
Torvgårda hörde på 1500-talet till Herrevads kloster, men fanns 1560 med bland de omkring 15 gårdar i Munka-Ljungby socken som Mogens Krabbe till Vegeholm bytte till sig av den danska kronan och som blev grunden till Skillinge. År 1624 omtalades Torvgårda som en gård och år 1700 fanns två arrendatorer i Torvgårda.
År 1819 bestod byn av två gårdar om 3/16 mantal vardera samt torpen Jassy, Hässlehus och Torvgårdahus. På 1820-talet friköptes de båda huvudgårdarna av Sjunne Persson, som tidigare hade arrenderat Ågård av Skillinge. Även torpen såldes av säteriet och blev egna gårdar.
År 1850 bestod Torvgårda av 5 gårdar, på 1930-talet av 13 jordbruksfastigheter och 2 andra fastigheter, och år 1999 av 27 bebyggda och 17 obebyggda fastigheter.